# Sevt III.
Sevt III. (starogrško starogrško Σεύθης,  Seuthes,  bolgarsko Севт III, Sevt III) je bil vladar tračanskega Odriškega kraljestva, ki je vladal od 331 do 300 pr. n. št., * ni znano, ni znano.

## Zgodovinsko ozadje
Po vojnih pohodih Filipa II. Makedonskega v letih 347-342 pr. n. št. je velik del Trakije postal odvisen od Makedonije. Po Filipovi smrti leta 336 pr. n. št. so se številna tračanska plemena uprla njegovemu nasledniku Aleksandru III. Velikemu. Aleksander je na vojnem pohodu proti njim porazil Gete in tribalskega kralja Sirma. Druga plemena so se s svojimi vojaki pridružila Aleksandrovi vojski na pohodu proti vzhodu.

## Življenje
Po smrti Aleksandrovega guvernerja Zopiriona v bitki z Geti se je leta  325 pr. n. št. se je Sevt  ponovno uprl Makedoncem. Po Aleksandrovi smrti leta 323 pr. n. št. se je uprl tudi novemu makedonskemu guvernerju Lizimahu.  Vojna med njima se je končala brez zmagovalca, vendar je moral Sevt  nazadnje prisiljen priznati Lizimahovo oblast. Leta 320 pr. n. št. je središče Odriškega kraljestva preselil proti zahodu in zgradil novo prestolnico Sevtopolis (Kazanlak) v sedanji osrednji Bolgariji. Leta 313 pr. n. št. je podprl Antigona I. v vojni proti Lizimahu in zaprl prelaze preko Stare planine (Hemus), vendar je bil ponovno poražen in se je moral vdati.

## Družina
Sevt III. je imel najmanj šest sinov. S prvo ženo, katere ime ni znano, je imel sinova
- Kotisa
- Rebulasa.

Z drugo ženo, Berenico, je imel sinove
- Herbizelma II.,
- Teresa IV.,
- Sadoka in
- Sadalasa I..

## Sevtov grob
Leta 2004 so grobnico Sevta III. odkrili v grobni gomili Goljamata Kosmatka priblišno kilometer južno od Šipke severno od Kazanlǎka.  Zgrajen je bil v drugi polovici 5. stoletja pr. n .št.. Med grobnimi dodatki so našli zlato vladarjevo krono, zlat plitev kelih za vino, golenice in čelado in nekaj konjske opreme.  Vse najdbe so razstavljene v kazanlǎškem mestnem muzeju.
Grobnica je sestavljena iz hodnika, predsobe, okrogle sobe z visokim  kupolastim stropom in pravokotne sobe, zgrajene kot sarkofag iz dve monolitnih blokov. Eden od njih tehta 60 ton. Tri dvorane so zgrajene iz pravokotnih blokov in pokrite s kamnitimi ploščami. Vhod v okroglo sobo zapirajo dvokrilna marmorna vrata. Gornja dela vrat sta okrašena s podobami boga Dioniza, ki na vzhodnem delu pooseblja sonce, na zahodnem pa zemljo in noč.